# Associazione Calcio Pieris 1940-1941
Questa voce raccoglie le informazioni riguardanti l'Associazione Calcio Pieris nelle competizioni ufficiali della stagione 1940-1941.

## Rosa
| N. |                   | Ruolo | Calciatore       |
| -- | ----------------- | ----- | ---------------- |
|    | Italia (bandiera) | A     | Angelo Angelini  |
|    | Italia (bandiera) | D     | Aldo Battigelli  |
|    | Italia (bandiera) | C     | Guerrino Capello |
|    | Italia (bandiera) | D     | Corrado Contin   |
|    | Italia (bandiera) | P     | Adelio Feghiz    |
|    | Italia (bandiera) | D     | Vasco Pascolutti |
|    | Italia (bandiera) | D     | Franco Pian      |
|    | Italia (bandiera) | C     | Bruno Serri      |

| N. |                   | Ruolo | Calciatore       |
| -- | ----------------- | ----- | ---------------- |
|    | Italia (bandiera) | D     | Giordano Serri   |
|    | Italia (bandiera) | C     | Luigi Spanghero  |
|    | Italia (bandiera) | A     | Oreste Spanghero |
|    | Italia (bandiera) | C     | Mario Urizzi     |
|    | Italia (bandiera) | C     | Carlo Vignuda    |
|    | Italia (bandiera) | C     | Bruno Virgulin   |
|    | Italia (bandiera) | C     | Sergio Vittori   |
|    | Italia (bandiera) | P     | Duilio Zotti     |